# Крутильная машина

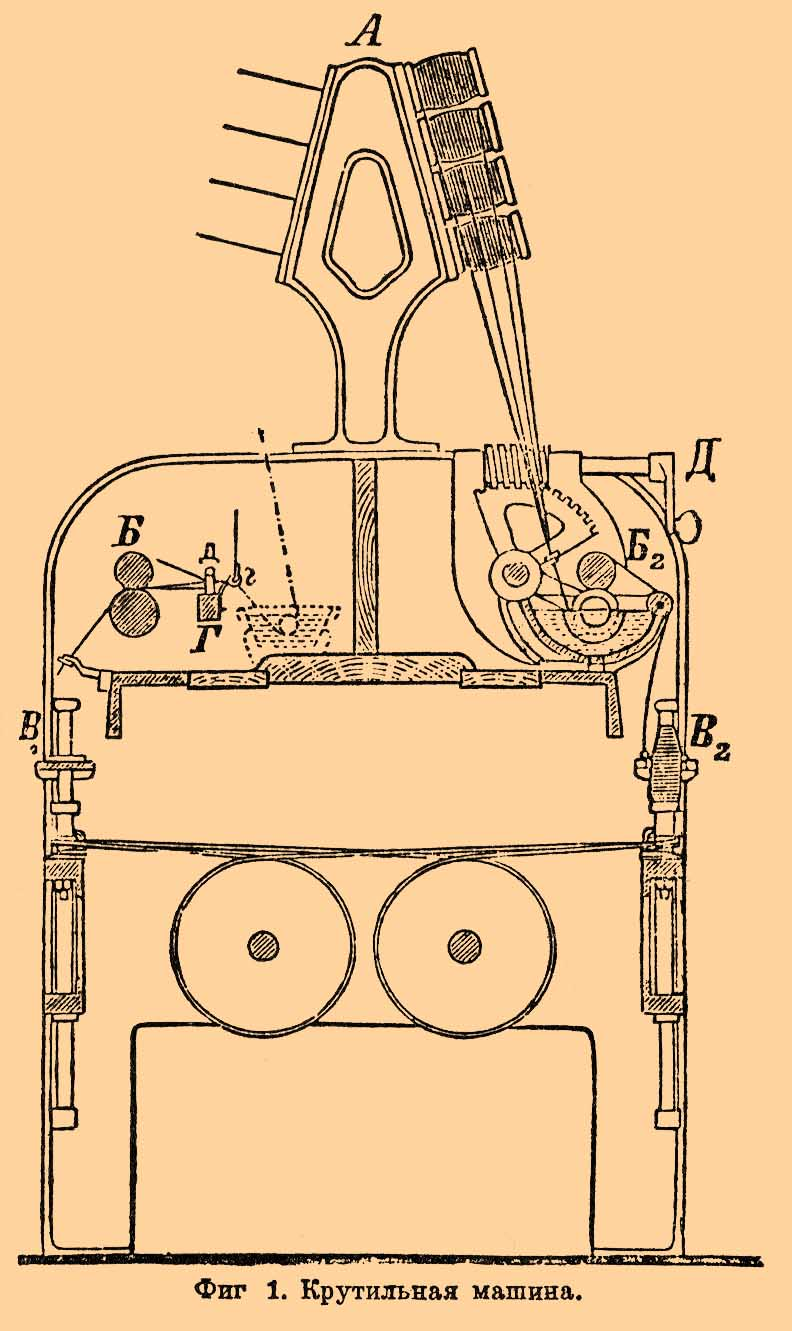
Схема устройства крутильной машины конца XIX — начала XX века

Крутильная машина — используемая в текстильном производстве машина, которая предназначается для изготовления кручёных нитей, ниток, корда, шпагата и т. п. В конструкции традиционных крутильных машин основным рабочим органом является веретено, вращение которого сообщает нити кручение и которое также несёт на себе паковку с нитью.
Для производства кручёных нитей более эффективными являются прядильно-крутильные машины, совмещающие сразу четыре технологические операции — прядение, трощение, кручение и намотку нити на паковку.